# Pietro De Silvestri
Pietro De Silvestri (* 13. Februar 1803 in Rovigo; † 19. November 1875 in Rom) war ein italienischer Kardinal der Römischen Kirche.

## Leben
Er entstammte einer Adelsfamilie und war der Sohn des Grafen Carlo De Silvestri (1766–1833), Podestà von Rovigo, und dessen aus Padua stammenden Ehefrau Antonia Dottori Sanson. Pietro De Silvestri besuchte zunächst das Diözesanseminar des Bistums Adria in Rovigo, später studierte er an der Universität Padua, wo er zum Doctor iuris utriusque promoviert wurde. Er empfing die Priesterweihe. Nach dem Studienabschluss wirkte er als Dozent für Biblische Studien, Hermeneutik, Hebräisch und Exegese am Seminar von Rovigo, wobei er zugleich Vikar an der Pfarrkirche Santi Francesco e Giustina war.
Am 28. November 1835 wurde er auf Ersuchen des österreichischen Kaisers zum Auditor der Römischen Rota ernannt. Er wurde am 14. November 1851 Pro-Dekan und war vom 26. April 1853 bis 1858 Dekan der Rota. Von 1852 bis 1858 war er zudem Regens der Apostolischen Pönitentiarie und vom 2. Mai 1853 bis 1858 Konsultor der Kongregation für die Inquisition, ferner war er Konsultor der Ritenkongregation.
Papst Pius IX. nahm ihn im Konsistorium vom 15. März 1858 als Kardinaldiakon in das Kardinalskollegium auf. Den Kardinalshut und Santi Cosma e Damiano als Titeldiakonie erhielt Pietro De Silvestri am 18. März desselben Jahres. Kaiser Franz Joseph I. ernannte De Silvestri am 17. Oktober 1856 zum Kardinalprotektor der österreichischen Nationen, diese Position hatte er bis 1867 inne. Am 27. September 1861 entschied er sich für die Kardinalsklasse der Kardinalpriester und für San Marco als Titelkirche. Er war 1869–1870 Teilnehmer des Ersten Vatikanischen Konzils. Vom 21. März 1870 bis August 1871 war er Kämmerer des Heiligen Kardinalskollegiums.
Er starb am Abend des 19. November 1875 in Rom und wurde zunächst auf dem römischen Friedhof Campo Verano bestattet. Später wurde sein Leichnam mit der Eisenbahn nach Rovigo überführt und dort im Familiengrab beigesetzt.

## Wirken
Am 21. September 1858 übertrugen er und Girolamo Silvestri als letzte Mitglieder der Familie die Familienbibliothek, die etwa 40.000 Bände umfasste, der Accademia dei Concordi, der er selbst seit jungen Jahren angehörte. Der Fondo Silvestriano ist ein zentraler Bestand der Bibliothek der Akademie. Pietro De Silvestri war Eigentümer des Hauses von Petrarca in Arquà, das er testamentarisch seiner Vaterstadt hinterließ. In seinem Testament hinterließ er die Gemäldesammlung der Familie dem Seminar von Rovigo.